# دار یغمراسن
دار یغمراسن (به عربی: دار یغمراسن) یک شهرداری در الجزایر است که در استان تلمسان واقع شده‌است.